# Peter Varjasi
Peter Varjasi, född 18 januari 2000, är en tysk simmare.

## Karriär
Vid EM 2024 i Belgrad var Varjasi en del av Tysklands lag som tog brons på 4×100 meter mixed frisim.